# 内山文治
内山 文治（うちやま ふみはる、1941年4月12日 - ）は、日本の実業家。ウチヤマホールディングス創業者・代表取締役会長。

## 人物・来歴
福岡県北九州市小倉南区の平尾台近くで生まれる。家業は弁天町の内山米穀店。福岡県立小倉西高等学校卒業後、家業を継ぐ。1971年から不動産事業に進出。住専問題を受け、バブル崩壊前後の1991年からカラオケ事業に進出。1995年からは飲食事業も展開。2006年には子会社を飲食・カラオケ事業のボナーと、介護事業のさわやか倶楽部に再編し、ウチヤマホールディングスを設立。同社代表取締役社長に就任。2012年にジャスダック上場。2013年には東京証券取引所市場第二部に上場し、2014年に東京証券取引所市場第一部への市場変更を果たした。2021年ウチヤマホールディングス代表取締役会長。